# قلعه اینورری
قلعه اینورری (انگلیسی: Inveraray Castle) یک عمارت مسکونی در شهر اینورری در شهرستان آرگایل در غرب اسکاتلند است.
این کاخ از قرن هجدهم میلادی محل اقامت دوک آرگایل و سرکردگان طایفه و خاندان کمبل بوده است.
کار ساخت این قلعهٔ مسکونی در سال ۱۷۴۳ میلادی آغاز شد و نخستین سنگ‌های فوندانسیون (زیربنای) آن در ۱۷۴۶ گذاشته شد. سبک معماری این کاخ، معماری نئوگوتیک است.